# Municipio de Bath (Minnesota)
El municipio de Bath (en inglés: Bath Township) es un municipio ubicado en el condado de Freeborn en el estado estadounidense de Minnesota. En el año 2010 tenía una población de 440 habitantes y una densidad poblacional de 4,75 personas por km².

## Geografía
El municipio de Bath se encuentra ubicado en las coordenadas 43°49′00″N 93°20′26″O / 43.81667, -93.34056. Según la Oficina del Censo de los Estados Unidos, el municipio tiene una superficie total de 92.7 km², de la cual 92,45 km² corresponden a tierra firme y (0,27 %) 0,25 km² es agua.

## Demografía
Según el censo de 2010, había 440 personas residiendo en el municipio de Bath. La densidad de población era de 4,75 hab./km². De los 440 habitantes, el municipio de Bath estaba compuesto por el 97,5 % blancos, el 0,68 % eran afroamericanos, el 0,45 % eran amerindios, el 0,45 % eran de otras razas y el 0,91 % eran de una mezcla de razas. Del total de la población el 3,18 % eran hispanos o latinos de cualquier raza.